# 八幡神社 (秦野市)
八幡神社（はちまんじんじゃ）は、神奈川県秦野市にある神社。旧社格は村社。

## 祭神
主祭神
- 誉田別命

## 歴史
当社は天正5年（1578年）、京都府にある石清水八幡宮より勧請された神社で、秦野市西田原地区の氏神として尊崇された。
明治5年（1872年）、八幡宮を現在の八幡神社と改称した。明治15年（1882年）には、近代社格制度において村社に列格され、当地区の氏神として氏子の尊崇も厚く現在に至っている。